# Tremolo

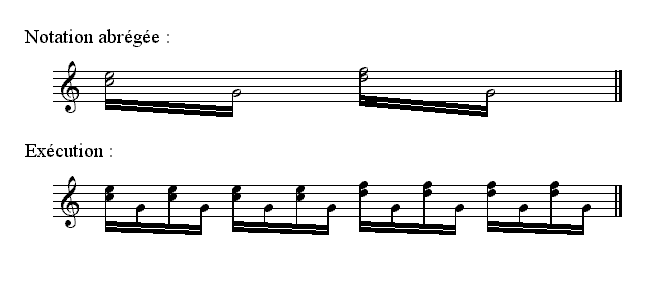
Zapis (górna pięciolinia) i odpowiadający sposób wykonania tremolando

Tremolo (z wł. drżenie) – określenie rodzaju artykulacji, która polega na szybkim wykonywaniu wielu dźwięków o tej samej wysokości lub szybkim przejściu między dwoma dźwiękami o różnej wysokości (tremolando).

## Wykonanie
- w grze na instrumentach smyczkowych na szybkim powtarzaniu dźwięku przy zmiennych, drżących ruchach smyczka. Odpowiednikiem tremola na inst. dętych jest frullato;
- w grze na instrumentach perkusyjnych, szczególnie na werblu – to szereg szybko po sobie następujących dźwięków, spowodowanych pojedynczym lub wielokrotnym uderzeniem każdej pałeczki;
- w grze na instrumentach szarpanych – na szybkim i częstym szarpaniu struny piórkiem celem uzyskania wrażenia ciągłości dźwięku. Tremolo gitary klasycznej polega na szybkim powtarzaniu jednego lub dwóch dźwięków na przemian trzema środkowymi palcami a, m, i;
- na „drżeniu” głosu śpiewaczego, co jest często zjawiskiem niepożądanym, choć może też występować jako ozdobnik (zwłaszcza w muzyce XVII w.) jako tzw. kozi tryl.

### Inne znaczenia
- w akordeonie jest to nazwa głosu strojonego nieznacznie wyżej (tremolo górne) lub niżej (tremolo dolne) od głosu zasadniczego, wywołujące charakterystyczną barwę tego instrumentu;
- w organach jest to nazwa urządzenia cyklicznie zmieniającego ciśnienie powietrza w piszczałkach (obok efektu tremolo powoduje też efekt vibrato).

Tremolo oznacza również elektroniczny efekt dźwiękowy polegający na modulacji amplitudy przetwarzanego dźwięku sygnałem okresowym, powodując wyciszanie dźwięku w regularnych odstępach czasu. To zastosowanie jest zbliżone do efektu tremolo w organach.